# Trailia ascophylli
Trailia ascophylli — вид грибів родини Halosphaeriaceae, єдиний у монотиповому роді 
Trailia. Назва вперше опублікована 1915 року. Морський вид.

## Поширення та середовище існування
Паразитує на водоростях Ascophyllum nodosum та Fucus. Поширений в Атлантичному океані, у берегів Уельсу та Британії.